# Tégou-Mango
Tégou-Mango est une commune rurale située dans le département de Titabé, dans la province du Yagha, région Sahel au Burkina Faso.